# とあるシリーズのゲーム
- とある魔術の禁書目録 > とあるシリーズのゲーム
- とある魔術の禁書目録 > とある科学の超電磁砲 > とあるシリーズのゲーム

『とあるシリーズのゲーム』（とあるシリーズのゲーム）では、鎌池和馬による同名のシリーズを原作とするゲーム作品について解説する。

## とある魔術の禁書目録
2011年1月27日に発売された3D対戦型アクションゲーム。アスキー・メディアワークス、角川ゲームスから発売された。初回限定版には御坂美琴のフィギュアが同梱されている。
週刊ファミ通（通巻1155号）の40点満点のクロスレビューでは26点だった。

### ストーリー (INDEX)
ゲームのオリジナルストーリー。バトルの合間には会話シーンが設けられている。一部シナリオは原作者・鎌池和馬書き下ろしの完全オリジナルストーリーとなっている。
プレイヤー編
ストーリーをクリアする毎に進行するメタを交えた会話パート。
上条当麻の道筋を辿る「君」に姿がない声だけの存在が語りかける。導かれるままに学園都市を舞台とした物語を読み解く内に不自然さに気付く。彼等・彼女達の顛末がその都度変化しているのだ。「君」は主人公らを通して「この世界」の謎に迫る。
上条当麻編
ゲーム開始時に選べるシナリオ。かなりの部分を省略しているものの、基本的に原作1巻、3巻、4巻、9・10巻、16巻に準拠している。このシナリオをクリアした後に他のシナリオを選択できるようになる。各対戦キャラクターと初対面である事を考慮して上条編のみ特殊な組み合わせの会話が発生せず、すべて汎用のものに挿し代わっている。
一方通行編
一方通行を主人公とするシナリオ。本編との時系列の関係は不明。パートナーは打ち止め、土御門。
ある日、打ち止めが何者かの視線を感じると伝えるが、一方通行は取り合わずに軽くあしらう。しかし、突然襲撃を受け打ち止めを木原数多にさらわれてしまう。一方通行は土御門と協力し、打ち止めを救い出そうと木原の足取りを追って奔走する。
麦野沈利編
麦野を主人公とするシナリオ。パートナーは（木原に洗脳された）御坂妹。
麦野は木原数多から、他の上位レベル5を抹殺できる機会を得る事を条件にとある実験へ協力するよう依頼される。麦野は誘いに乗り行動を共にするが、一行は突如妨害を受ける。現れる邪魔者を感情のままに次々と排除しながら、麦野は実験の要である「0次元の極点」の詳細を聞く。対戦相手の大半を殺害しているのが他のシナリオとの大きな違いである。
天草式十字凄教編
神裂を主人公とするシナリオ。パートナーは五和。
学園都市内部に潜入した魔術師を倒すよう学園都市から依頼を受けた神裂と五和は、詳細を一切伏せる学園都市に疑念を抱きながらも任務を遂行する。やがて二人は、敵の魔術師が学園都市の造幣局に対して攻撃を仕掛けようとしている事に気付き、事件の真相に迫っていく。
サーシャ＝クロイツェフ編
サーシャを主人公とするシナリオ。パートナーはオリアナ。
天使と会話できるという曰く付きの魔術的価値のある宝石「天使の涙」。それが研究目的で学園都市へ持ち込まれ、魔術サイドはその動きを危険視していた。サーシャは自身の特殊な症状の糸口を求めて、ロシア成教に雇われたオリアナと共に「天使の涙」を取り戻すために行動する。
御坂美琴編
上条当麻編をクリアした状態で、PSP用ゲーム『とある科学の超電磁砲』（2011年12月8日発売）のセーブデータと連動することによって、開放される御坂美琴を主人公とする隠しシナリオ。パートナーは黒子、上条、五和。
完結編
全てのシナリオ（御坂美琴編除く）をクリアするとプレイ可能になる最終シナリオ。
プレイヤーに語りかける謎の声の目的、本来とは異なる結末を迎えた各主人公の物語の秘密が明かされる。

### 登場人物 (INDEX)

#### プレイヤー
上条当麻（かみじょう とうま）
声 - 阿部敦
本作の主人公。右手に「幻想殺し（イマジンブレイカー）」という能力を宿す高校生の少年。無能力者（レベル0）。
御坂美琴（みさか みこと）
声 - 佐藤利奈
常盤台中学2年生。学園都市第3位の超能力者（レベル5）。
胸へのコンプレックスで五和とオリアナとの掛け合いが胸比べを強調したアングルになる。
ステイル＝マグヌス
声 - 谷山紀章
イギリス清教「必要悪の教会（ネセサリウス）」に所属する魔術師。
コスチューム2はゲームオリジナルの白い神父服。
神裂火織（かんざき かおり）
声 - 伊藤静
イギリス清教「必要悪の教会」に所属する女性魔術師。聖人の一人。
土御門元春（つちみかど もとはる）
声 - 勝杏里
イギリス清教「必要悪の教会」に所属する魔術師。魔術・科学両サイドにまたがる多角スパイ。
一方通行（アクセラレータ）
声 - 岡本信彦
学園都市第1位の超能力者（レベル5）。
御坂妹（ミサカ10032号）
声 - ささきのぞみ
御坂美琴の体細胞クローンの一体。
複数人からなる戦闘スタイルでその特性上、パートナー枠と重複選択が可能。
白井黒子（しらい くろこ）
声 - 新井里美
常盤台中学1年生。大能力者（レベル4）。
サーシャ＝クロイツェフ声 - 寺崎裕香
ロシア成教「殲滅白書」所属の女性魔術師。
コスチューム2は劇中アニメ『超機動少女カナミン』のドレススーツ。
オリアナ＝トムソン
声 - 柚木涼香
「追跡封じ」の異名を持つフリーの女性魔術師。
五和（いつわ）
声 - 茅野愛衣
天草式十字凄教所属の女性魔術師。
コスチューム2はエプロン姿。
麦野沈利 （むぎの しずり）
声 - 小清水亜美
学園都市第4位の超能力者（レベル5）。暗部組織「アイテム」のリーダー。
後方のアックア
声 - 東地宏樹
ローマ正教「神の右席」所属の魔術師。聖人の一人。
上条当麻編・天草式編・完結編（=本作）のラスボス。撃破後に他モードで開放される魔術サイドの隠しキャラクター。
風斬氷華 / ヒューズ＝カザキリ（かざきり ひょうか）
声 - 阿澄佳奈
インデックスの友達。AIM拡散力場の集合体。
一方通行編・サーシャ編・麦野沈利編のラスボス。撃破後に他モードで開放される科学サイドの隠しキャラクター。

#### パートナー専用
インデックス
声 - 井口裕香
イギリス清教「必要悪の教会」所属の魔導図書館の少女。攻撃連鎖の魔滅の声は上条の挑発と同様で各キャラクターごとに反応が異なる。ゲームをプレイせずに放置しPSPの内部時計で1日以上経過して起動すると怒られる、全2パターン。
コスチューム2はチアガール。
打ち止め（ラストオーダー）
声 - 日高里菜
御坂美琴の体細胞クローンの一体。検体番号20001号。

#### ノンプレイヤー
木原数多（きはら あまた）
声 - 藤原啓治
学園都市の科学者。暗部組織「猟犬部隊」のリーダー。
月詠小萌（つくよみ こもえ）
声 - こやまきみこ
上条のクラスの担任である化学教師。

#### ゲームオリジナル (INDEX)
ホワイトプレイヤー
「現代よりも過去の時間軸」に生きる、未来を操る能力を持った「原石」。本作のキーパーソン。
「現代」を覗きすぎたことで自分を認識できなくなるが、上条当麻や他の人物が関わる「現代」での「結末が異なる」事件と、自分と同等の能力を持つレッドプレイヤーとの対峙にて自分の存在を再認識する。「現代」とそこに生きる人々を省りみず、時間の操作を繰り返す彼に「人には笑顔が大事」だと上条やその仲間（インデックス〈一戦目〉、御坂美琴〈二戦目〉、神裂火織〈三戦目〉、一方通行〈最終戦〉）と共に立ち向かった。
彼がレッドプレイヤーを倒すには幻想殺しを用いて、過去に干渉する魔術の効果を消し去るしかないが、ホワイトプレイヤーの能力にも影響が及ぶため、共に戦った上条との繋がりを絶つ結果となる。
なお、本人が語るには、「時間」とは一本道であり、パラレルワールドとは「時間」というゴム紐をどこの「釘（未来）」に引っ掛けていくかという事でしかなく、「現代」の学園都市では「釘」の研究がされているという。
この「釘」の定義はセガ社コラボ作品の『とある魔術の電脳戦機』・原作小説でも登場している。
レッドプレイヤー
声 - 不明
「現代よりも未来の時間軸」に生きる、過去を操る能力を持った魔術師。本作のもう一人のキーパーソン。
最初に自分達をプレイヤーと表現し、自身の能力を理解できていないホワイトプレイヤーと共に、二人の異能で生み出された幾つもの時間軸を体験しながら、彼に真実を語っていく。本人が言うにはホワイトプレイヤーのいる時代とは「現代」を軸に2000年前後の間があるという。その力を行使する内にホワイトプレイヤーに「現代」に与える悪影響を問い詰められるが「人に必要なのは物語」だと出張して上条らの周りで事件を起こし、ホワイトプレイヤーの危惧や「現代」に生きる者達を気にも止めなかったために衝突する。「現代」の人々（ヒューズ＝カザキリ〈一戦目〉、一方通行・御坂妹〈二戦目〉、御坂美琴・麦野沈利〈三戦目〉後方のアックア・神裂火織〈最終戦〉）を操ってホワイトプレイヤーと彼が力を借りる上条当麻らと戦った。
操られた人物を倒しても未来にいるレッドプレイヤー自体にダメージはないため、「現代」を操る魔術自体を解除しなければならない。
後述の『頂点決戦』にも彼らしき人物が初期間イベントでのみ語り手を担っていた。

#### ゲストキャラクター
高坂桐乃（こうさか きりの）
声 - 竹達彩奈
『俺の妹がこんなに可愛いわけがない』からのゲスト出演。本編では未登場だが、ゲームをプレイせずにPSPを放置してその内部時計が1日から3日以上経過した後に起動すると、通常はインデックスに怒られるところをたまに桐乃が登場して『俺の妹がこんなに可愛いわけがない ポータブル』との連動要素があることをほのめかす。

### 主題歌 (INDEX)
「ANSWER」
作詞・歌 - 黒崎真音 / 作曲・編曲 - 井内舞子

## とある科学の超電磁砲
『とある科学の超電磁砲』（とあるかがくのレールガン）は、2011年12月8日に発売されたアドベンチャーゲーム。初回限定版特典には白井黒子のフィギュアが同梱されている。

### ストーリー (RAILGUN)
第一章 空き地のカミキリムシ
夏休みのある日。日頃のようにファミレスで集まった美琴達のところへ、美琴と顔見知りの小学生達が店内に入ってくる。男児の1人が「ヒミツカイギ」だからと美琴に牽制する中、硲舎佳茄という少女だけがとてもおびえた様子で、初春が風紀委員だと知って、相談を持ちかけようとするも男児に阻止される。そんな様子が気になった美琴が耳を傾けると、佳茄が都市伝説たる「空き地のカミキリムシ」に髪の毛を切られたらしいことがわかる。佐天が知るカミキリムシの弱点を教えると、小学生達は安心した様子でそれを入手するためにファミレスを後にする。しかし、カミキリムシの存在が本当に事実だとしたら？ 髪を切るだけでなくエスカレートしたら？ 美琴達は「空き地のカミキリムシ」の調査を始めることにした。
第二章 制裁指導
美琴達は第十五学区まで遊びに来ていた。別の友人と会うべく別行動をしていたはずの佐天と偶然再会し、遅刻したという佐天と一緒に待ち合わせ場所に行ってみることになる。そこで目にしたのは、負傷して救急車で搬送される佐天の友人達であった。どうやら都市伝説たる「制裁指導」に襲われたらしい。制裁指導はネット上で都市伝説の噂を振りまく人物に“制裁”を与えるらしく、一緒にいるはずだった佐天も後で襲われるかもしれないと考えた美琴達は、第十五学区にて制裁指導に関する調査を始めることにした。
第三章 死神カキコ
風紀委員が何やら忙しく、街もピリピリ警戒ムード。ネット上の「死神カキコ」と呼ばれている予言のような形で犯罪予告を行う都市伝説のようなハンドルネームを名乗り、『第三学区の国際展示場で講演を行う予定のVIPである一澤暁子がテロに遭うかも知れない、警備員は体制を強化してはどうか』との投稿が行われ、警備員が集結しているという。学園都市の外の複数ある協力機関から大使団を迎えることになっているために延期などもできず、警備を集中的に固めて講演を強行することになっているとし、死神カキコの足取りも追っておらず、黒子や初春を含めた風紀委員の有志が仕事の合間に独自調査しているという。捜査の指揮を執る逢辰千余に許可を得て美琴や佐天も参加して死神カキコの調査に乗り出し、死神カキコのアジトを発見、一澤を襲撃しようとしていることがわかる。襲撃地点を割り出した美琴達は、先回りして阻止に成功するが、予想外の出来事に見舞われる。
第四章 第一級警報（コードレッド）
死神カキコに裏をかかれ、まんまと一澤を誘拐されて悔しい美琴達は「敗者復活戦」と位置づけ、逃走した死神カキコの後を追うことにした。風紀委員のデータベースを改ざんしており、そのためには、本人のハッキング能力はもちろん、相当のマシンスペックが必要となる。侵入だけでなく、力技で暗号化ファイルを極めて短時間で解読した形跡もあった。これを実現できる可能性があるのが（バックドアが仕掛けられているなどしてハッカーにとっては）簡単にアクセスできるスパコン級のサーバー「黒いゲートウェイ」があるという噂である。しかも、初春が黒いゲートウェイらしきものすら発見していたが、いくらなんでも本当に簡単にアクセスできるものではなく、この疑惑のサーバーが物理的に設置されている場所、第十八学区にある名門校・長点上機学園に向かうことにした。そこで、死神カキコの正体と目的、そして長点上機学園の闇が見えてくる。
第五章 八段階目の赤
死神カキコこと相園美央の目的は、長点上機学園のスクールカウンセラーであった彼女の思い人・西東颯太が、モンスターペアレンツへの対応を一手に押し付けられ、その影響で大怪我を負ったという理由から、モンスターペアレンツ（と対応を押し付けた教師）に復讐することにあった。一澤を誘拐して彼女の脳波である制御キーを入手し、制御権を奪った通称「八段階目の赤」と呼ばれる「地球旋回加速式磁気照準砲（マグネティックデブリキャノン）」を利用し、軍事級避難所に逃げ込んだモンスターペアレンツを攻撃するため、どこかに隠れて準備しているはず。八段階目の赤は都市を丸々破壊するほどの威力を持っており、絶対に止めなければならない。美琴達は、相園の行方を追った。
とある科学の超電磁砲SS 蛇足、またはとある事件の終幕
第五章の後日談。『とある科学の超電磁砲 ザ・コンプリートビジュアルガイド』 (ISBN 4048861131) に収録。後に、原作者・鎌池和馬デビュー10周年を記念した文庫『一番くじ限定 鎌池和馬10周年記念文庫』に再収録。

### 登場人物 (RAILGUN)
御坂美琴（みさか みこと）
声 - 佐藤利奈
本作の主人公。常盤台中学2年生。学園都市第3位の超能力者（レベル5）。通称「エレクトロ・マスター（電撃使い）」
白井黒子（しらい くろこ）
声 - 新井里美
常盤台中学1年生。「風紀委員（ジャッジメント）」第177支部所属。大能力者（レベル4）。
初春飾利（ういはる かざり）
声 - 豊崎愛生
柵川中学1年生。「風紀委員（ジャッジメント）」第177支部オペレーター。低能力者（レベル1）。
佐天涙子（さてん るいこ）
声 - 伊藤かな恵
柵川中学1年生で、初春の親友。無能力者（レベル0）。
婚后光子（こんごう みつこ）
声 - 寿美菜子
常盤台中学2年生。大能力者。
湾内絹保（わんない きぬほ）
声 - 戸松遥
常盤台中学1年生の水泳部員。強能力者（レベル3）。
泡浮万彬（あわつき まあや）
声 - 南條愛乃
常盤台中学1年生の水泳部員。
固法美偉（このり みい）
声 - 植田佳奈
「風紀委員（ジャッジメント）」第177支部所属。黒子や初春の先輩にあたる。強能力者。
黄泉川愛穂（よみかわ あいほ）
声 - 甲斐田裕子
「警備員（アンチスキル）」第73活動支部所属隊員。
硲舎佳茄（はざまや かな）
声 - 竹達彩奈
学園都市に住む小学生。

#### ゲームオリジナル (RAILGUN)
実生好子（みよし よしこ）
声 - 豊口めぐみ
第一章「空き地のカミキリムシ」に登場。
歴代記録は自分の記録のみというトップクラスのアスリートとして将来が約束されかけていたが、突然のドーピング疑惑により、陸上界から消えた人物。「空き地のカミキリムシ」の正体。
これは、そもそもドーピングは生理痛の薬の影響であるが、学園都市のドーピング基準では能力開発の薬物投与に引っかからないよう甘いものとなっている。生理痛の薬で引っかかるのは、パッケージに未記載の酷い成分が配合されているためと仮定し、最初はメーカーにクレームを入れていたが、聞き入れられず方法を変更して疑惑により人間関係を失った彼女が簡単に近づける相手として、監視の弱い空き地で寝入る無防備な子供の髪の毛を採取し、ドーピング検査するというものであった。
頭髪を切るために特殊加工した刃物で美琴らに危害を加えようとした上、刃物を子供に向けるという行為に対して佳茄の心が傷ついており、犯人とは知らずにアスリート時代の実生の言葉で心の傷を癒そうとしている様子を見ていた美琴によって超電磁砲で倒され、警備員に連行された。しかし、そもそも「検査を受けていた側」である彼女が検査方法を熟知していたとは考えづらく、協力者の存在が推測された。
鏑木由美（かぶらぎ ゆみ）
第二章「制裁指導」に登場。
都市伝説である「制裁指導」の被害者のひとり。佐天とのネット上の友達で、カラオケボックスでオフ会をすることになっていたが、佐天が遅刻して一緒にいたイーコ（本名不明）と待っていた際に制裁指導によって怪我を負わされ、病院へ搬送された。
制裁指導
声 - 田頭里奈、鳥羽月子、佐藤恵、小堀友里絵、清水彩香
第二章「制裁指導」に登場する組織。
氏名は不明。都市伝説「エコミチ暴走事件」での風評被害で登校拒否となったとされる「イシガキミホ」から入ってくる連絡に従って制裁指導を繰り返していたが、3人それぞれが抱く「イシガキミホ」像が異なっている上、警備員・風紀委員のエコミチ暴走事件調査報告書に「イシガキミホ」は実在しない人物・事件自体もデマと結論付けられており、「イシガキミホ」名義の書き込みは特定人物によるものではなく、彼女らは都合のよい書き込みだけを選び取って行動していた。それを理解すると戦意喪失し、警備員に連行された。美琴たちにとっては単発の事件かのような形での解決となったが、プレイヤーに対しては「イシガキミホ」を名乗って制裁指導を操っていた黒幕の存在が提示された。
なお、5人登場しているが、立ち絵が存在して中心に話をするのは3人のみとなっている。
一澤暁子（いちさわ あきこ）
声 - 園崎未恵
第三章「死神カキコ」に登場（第四章にも登場）。
「死神カキコ」によって犯罪予告が出された人物。美琴たちはアジトを発見して死神カキコが自作のロケットで襲撃しようとしていることと襲撃地点を突き止めて阻止するが、裏をかかれて誘拐されてしまう。その後は開放されるが、誘拐されていたときのことを一切話さなかった。
第四章で再登場し、美琴に自身が誘拐された理由とその先に隠された黒幕の目的を教える。
逢辰千余（あたつ ちよ）
第三章「死神カキコ」に登場。
黒子いわく「数々の難事件を解決した超エリート風紀委員」、初春いわく「生ける伝説」。その功績から独自の調査権を与えられており、今回の死神カキコ事件も警備員とは別ルートで捜査の指揮を執っている。
実は「死神カキコ」による偽者であり、本人を監禁した上で「逢辰千余」についてのデータベースすら書き換え、本人になりすましていた。捜査権を使用して風紀委員を動かし、警備員のトップシークレットになっていた一澤の移動ルートを影武者に変えさせ、一澤本人の警護が薄くなったところを狙って犯行に及んだ。
二石香車（ふたいし きょうしゃ）
声 - 水原薫
第三章「死神カキコ」に登場した少年（第二章にも一部ルートで登場）。
「空き地のカミキリムシ」の被害者であり、採取された髪の毛によって異能力の精神感応能力（テレパス）であることを知った黒幕によって、学習装置（テスタメント）で「他人の脳波をコピーするスペシャル能力者」となり、「八段階目の赤」発動のための制御キーである一澤暁子の脳波をコピーするために利用された結果、肉体も思考も全て停止した。「肉体も思考も全て停止」＝「死亡」とは明言されていないものの、「八段階目の赤」を発動させられた後の動向は語られていない。
守衛
声 - 村上裕哉
第四章「第一級警報（コードレッド）」に登場。
氏名は不明。長点上機学園の守衛。初登場時はモンスターペアレントの苦情に責められており、土下座させられている姿を美琴たちに目撃されている。
基本的に職務に忠実だが、美琴らの本気度に負け、学園が隠している真実のいくつかを明かした。
学年主任
声 - 松本忍
第四章「第一級警報（コードレッド）」に登場。
氏名は不明。長点上機学園の学年主任で、サーバー関連の責任者でもある。長点上機学園に「黒いゲートウェイ」があり、それを「死神カキコ」が利用した疑いが高まったことから、調査をしに来た美琴らが拘束された際に対応した。
「黒いゲートウェイ」の存在がもし事実であれば不正アクセス犯罪の幇助になると美琴に脅かされて不安にかられ、ログ参照を許可したが、アクセスした直後にサーバーの記憶装置用の電気二重層キャパシタが加熱・爆発し、サーバールームが火災に見舞われた（初春の分析では、ログの特定レコードにロジックボムを仕掛けた上でUPSのバッテリー管理プログラムを書き換えた）結果、証拠が無くなったとして態度を一変させて強気な態度に出た。
西東颯太（さいとう そうた）
声 - 興津和幸
第四章「第一級警報（コードレッド）」に登場。
長点上機学園の元スクールカウンセラー。勤務時は職域を超え、学園の指示によってモンスターペアレンツの対処に当たらされていた。それによって疲労を溜めた結果、ある日苦情対応で窓掃除をさせられていた際にバランスを崩して4階から地面へ転落して大怪我を負い、救急車で搬送される。その後は行方不明になったが、学園がこの事故を隠蔽したため、表向きは健康上の都合による退職扱いとなっている。
実は相園の人間性を取り戻させたことに着目した暗部によって、身柄を拘束されていた。レベル4に改造された少女たちで構成される戦闘部隊「白鰐部隊」（ホワイトアリゲーター）の面々からは、相園のことは助けたのに自分たちのことは助けてはくれなかったとして逆恨みされていたが、実際は彼女たち全員を救うつもりだった。相園の事件が解決した後は相園と美琴によって救い出され、「西東颯太のその後」という噂が流れた。
相園美央（あいぞの みお）
声 - 田中理恵
第四章「第一級警報（コードレッド）」に登場。
長点上機学園の生徒で、大能力者であるが、データベースには能力の詳細が書かれていない謎の人物。実は全ての黒幕で、ある時は空き地のカミキリムシを煽り、またある時は「イシガキミホ」のひとりとなり、またある時は「死神カキコ」のひとりとなり、さらには逢辰千余になりすましていた。
自らを闇から救い出してくれた西東に恋焦がれていたが、前述の事情から西東は行方不明となり、モンスターペアレンツや対応を押し付けた学年主任へ恨みを抱いており、その復讐のために今回の事件を起こしたものである。
「八段階目の赤」を発動させて地球旋回加速式磁気照準砲（マグネティックデブリキャノン）を発射し、モンスターペアレンツへの復讐を晴すためであった。美琴らの阻止行為も敵わず手遅れになった後は美琴に説得され、2人の能力をフル活用して発射された地球旋回加速式磁気照準砲を特大超電磁砲で直接攻撃し、消滅させた。
名前が登場したのは第四章であるが、第一章冒頭のアニメーションムービーで美琴が相園らしき人物とすれ違っていたり、第二章・第三章の黒幕として顔を出さない形で登場していた。
坂状友莉（さかさま ゆり）、兵藤真紀（ひょうどう まき）、夜明細魚（よあけ さより）、和軸小雛（わじく こびな）
第五章の後日談「蛇足、またはとある事件の終幕」に登場。
元「白鰐部隊」の一員で、能力はレベル4相当。西東への逆恨みが高じて美琴や相園と対峙するが、敗北する。

### 主題歌 (RAILGUN)
オープニングテーマ「way to answer」
作詞 - 八木沼悟志、yuki-ka / 作曲・編曲：八木沼悟志 / 歌 - fripSide

## とある魔術の禁書目録 頂点決戦
『とある魔術の禁書目録 頂点決戦』（とあるまじゅつのインデックス ストラグルバトル）は、2012年12月14日に配信開始したソーシャルカードバトルゲーム。2018年3月30日にサービス終了。

### 登場人物(STRUGGLE)

#### プレイヤー陣
幻想片影 《プレイヤー》
無能力者の学生（レベル0）。困っている人を放っておけない性格だが、結果が出せないことにコンプレックスを抱いている。能兎黒栗と出会い、彼女の能力開発･右腕装着型の試作ブースターの実験体となって超能力・魔術問わずにあらゆる異能を再現する事が可能な「幻想片影（イマジンシャドウ）」を開花させる。他者の過去を覗く事や干渉も可能と成り得る異能故か科学・魔術の両サイドから狙われる事となる。
《科学者》としてのウサミミに疑問を持つ一方で、《女の子》の彼女を守るという想いが芽生え、揺れ動くこととなる。
事件解決後、自身や能兎姉妹の様に能力実験や魔術の影で苦しむ人々の救済を目指して学園都市を脱走、上条や美琴の手荒い見送りを受けて旅立つ。
能兎黒栗の実験が原因でミーシャ=クロイツェフ（サーシャの姿を借りたガブリエル）が現界し、その暴走を止める後始末を引き受けてから彼女と度々交戦、宿敵関係となる。
能兎黒栗（のと こくり）/黒ウサミミ
ヒロインにしてナビゲーター。頭に兎の耳を付けた、赤と青のオッドアイの少女。女子高生というが、ややそれよりも外見年齢は幼い。普段は白衣を着用しており、学園都市の学生でありながら優秀な科学者であり、また学園都市の暗部や魔術サイドにも精通している。 幻想影片の秘密を解明することを目的としているが真意は不明。また統括理事会の命を受けて行動しているともいう。時折、幻想片影に対して《科学者》としてと《女の子》としての二つある感情の間に板挟みになることがあり、また普段の大人びた言動からは想像できないような子供染みた一面も持つ。幻想片影やシリーズ主要人物が他作品の世界に漂流したり、反対に漂流者が学園都市に現れる事件《コラボイベント》は全て彼女の影がある。好物はモンブラン。なお、前述通りの小柄だがその実、着やせするタイプで白衣の下は所謂隠れ巨乳と呼んでも差し支えない発育の持ち主である。
学園都市の学生でもあり、能力者と魔術師を目視で判別するという「色別信号（ディスティンクション）」という能力を有している。オッドアイはその副産物で、青色の右目が能力者を、赤色の左目が魔術師を判別する事が出来る。『異なる世界の存在、自分達の住む世界との関連』を謳う研究に明け暮れており、頭の耳はAIM拡散力場を放出してソナーのように対象のデータを取得する量子演算機である。
実は第1部における学園都市は幻想片影の無意識領域の中で彼女も幻想片影の無意識が生んだ夢の世界の存在だった。 『Ⅱ』での彼の目覚めと共に強く求められたことで再現される。第1部と変わって黒衣姿。
能兎白栗（のと はくり）/白ウサミミ
『Ⅱ』より登場する新ヒロイン。現実世界の学園都市で幻想片影に能力を与えた張本人。容姿は黒栗に酷似しているが、気の弱い小動物のような性格をしている。黒栗とはもう一人の自分と言って良い存在だが姉を巡って争い、後に幻想片影によって和解する。
期間イベントには最後を除いて一切関わらない。
敵キャラクター
能兎栗（のと りつ）
本作のラスボス。夢の世界における黒栗の、現実世界での白栗の姉。幻想片影の前身である能力と魔術の競合実験の事故で暴走状態のまま眠りに付く。
黒栗は姉を目覚めさせること、白栗は暴走した力が学園都市に災厄を齎す前に彼女を殺害することを目的としていた。
白栗が危惧した通り彼女の目覚めが近づくにつれ、彼女の試作幻想片影とも言える能力で学園都市には特定人物の姿と能力まで再現した投影が現れ、住人を襲撃する様になる。なお、彼女の覚醒を目的とする黒栗やゾーィは投影をある程度操れる。
本人が目覚めた時は人格も凶暴化しており、妹である黒栗や白栗にも冷淡な言葉を向ける。
ゾーィ＝マクレガー
土の属性を操る魔術師。親友の能兎姉妹の競合実験に協力し、魔術サイドからは暗黙のルールを破った危険因子とされている。
穏やかな性格で当初は白栗を守るプレイヤー陣営だったが、内心では栗の為に他者の犠牲は厭わないという考えに達し、一度は被害拡大の阻止を優先した白栗を最初から切り捨てるつもりだった。
狂想片影〈シャドウチューン〉
ウサミミ（能兎白栗）が幻想片影を生み出す過程で求めるレベルまで至れなかった元無能力者達。失敗の烙印を押されたことに個々に思うことがあり、能兎黒栗の話に乗って成功例である幻想片影を襲撃する。
グラはアニメに登場したモブキャラ（武装無能力者、警備員、置き去り、天草式等）の流用。
仮想片影〈ヴァーチャルシャドウ〉・仮想黒兎〈ヴァーチャルラビット〉
再び無意識領域に入った幻想影片と黒栗と出会う「過去のプレイヤーと黒兎」。当初はプレイヤー陣の存在に困惑していたが仮想黒兎は本人持ち前の頭脳で正体と目的に正解を導き出す。

#### TAR48
幻想片影と共に事件に関わっていく人々。前に述べた過去への干渉で、原作で死亡又は消息不明となった者も含まれる。TAR48は学園都市開催イベント『頂点選抜総選挙』の対象者であるウサミミ含む48名の事。タイトル名はAKB48やAKB48選抜総選挙がパロディの元ネタになっている。
- 上条当麻
- インデックス
- ステイル＝マグヌス
- 神裂火織
- アウレオルス＝イザード
- 姫神秋沙
- 御坂美琴
- 御坂妹
- 白井黒子
- 一方通行（アクセラレータ）
- 土御門元春
- サーシャ＝クロイツェフ

- 海原光貴（エツァリ）
- 闇咲逢魔
- 打ち止め（ラストオーダー）
- 天井亜雄
- 芳川桔梗
- 風斬氷華
- 月詠小萌
- 黄泉川愛穂
- シェリー＝クロムウェル
- オルソラ＝アクィナス
- アニェーゼ＝サンクティス
- ルチア

- アンジェレネ
- 建宮斎字
- 五和
- 結標淡希
- 初春飾利
- オリアナ＝トムソン
- リドヴィア＝ロレンツェッティ
- 吹寄制理
- 土御門舞夏
- 青髪ピアス
- 冥土帰し（ヘヴンキャンセラー）
- ローラ＝スチュアート

- アレイスター＝クロウリー
- ビアージオ＝ブゾーニ
- 前方のヴェント
- 木原数多
- 駒場利徳
- 浜面仕上
- シャットアウラ＝セクウェンツィア
- レディリー＝タングルロード
- 鳴護アリサ
- 麦野沈利
- 垣根帝督

## とある魔術と科学の群奏活劇
『とある魔術と科学の群奏活劇』（とあるまじゅつとかがくのアンサンブル）は、2013年2月21日に発売された禁書目録と超電磁砲の2作を題材にしたアドベンチャーゲーム。時系列上は発売日の翌々日に公開された『劇場版 とある魔術の禁書目録 -エンデュミオンの奇蹟-』の前日譚であり、魔術サイドと科学サイドの、それぞれの表と裏を描いた4つのストーリーで展開される。
なお魔術サイドの表編については、小説「ロード トゥ エンデュミオン」でも同じ内容が描かれている。

### ストーリー (ensemble)
ゲームオリジナルストーリーが展開される。また、魔術（表）編は原作者・鎌池和馬担当となっている。
魔術（表）編
9月10日、ステイルに会い、学園都市にアグニの祭火が仕掛けられているという話を聞く。翌日、いてもたってもいられなくなった上条は、アグニの祭火の調査を始める。その調査中に、ソーズティとぶつかる。逃げていったソーズティを、追いかける。上条は、口封じで負傷させられたソーズティを病院に連れて行く。病院を抜け出した上条は、漫画喫茶に寝泊りする。翌日、ステイルから、連絡を受けた上条たちは、23学区へ急行する。そこで、ウレアパディーと対峙する。
科学（表）編
9月10日, 御坂美琴は爆発音を聞く。爆発音がしたところにいくと、柊元響季と闘い、逃してしまう。翌日、調査を始める。爆発音を聞く。爆発音にしたところで、柊元響季と、再び交戦するが、逃げられてしまう。次の日、三度、闘うが、敗れてしまう。その夜、四度柊元響季と対峙する。
科学（裏）編
9月10日、佐天は、初春にロンドネットで知り合った桜坂風雅を紹介する。翌日の放課後に、佐天は桜坂とお茶をする。次の日、風紀委員177支部をハッキングしてきた相手が桜坂だと分かる。佐天たちは、停電を起こし、桜坂の居場所を突き止める。そこで桜坂は自殺を図る。
魔術（裏）編
9月10日、土御門元春は神裂火織に黒幕の調査の協力を仰ぐ。次の日、SNSロンドネットの運営が乗っ取られていることが発覚する。翌日、運営の乗っ取り手を捜すため、神裂は自身の魔力を放出する。土御門は相手に楔を打ち込む。黒幕に言われて、土御門を助けるために神裂はSNSロンドネットに登録する。第23学区で、黒幕と対峙する。

### 登場人物 (ensemble)
上条当麻（かみじょう とうま）
声 - 阿部敦
魔術（表）編の主人公。右手に「幻想殺し（イマジンブレイカー）」という能力を宿す高校生の少年。
インデックス
声 - 井口裕香
魔術（表）編の主人公。イギリス清教「必要悪の教会」所属の魔導図書館の少女。
ステイル＝マグヌス
声 - 谷山紀章
魔術（表）編の主人公。イギリス清教「必要悪の教会（ネセサリウス）」に所属する魔術師。
神裂火織（かんざき かおり）
声 - 伊藤静
魔術（裏）編の主人公。イギリス清教「必要悪の教会」に所属する女性魔術師。聖人の一人。
土御門元春（つちみかど もとはる）
声 - 勝杏里
魔術（裏）編の主人公。上条のクラスメイトだが、イギリス清教「必要悪の教会」に所属する魔術師。魔術・科学両サイドにまたがる多角スパイ。
御坂美琴（みさか みこと）
声 - 佐藤利奈
科学（表）編の主人公。常盤台中学2年生。学園都市第3位の超能力者（レベル5）。
白井黒子（しらい くろこ）
声 - 新井里美
科学（表）編の主人公。常盤台中学1年生。第177支部所属の「風紀委員」。大能力者（レベル4）。
初春飾利（ういはる かざり）
声 - 豊崎愛生
科学（裏）編の主人公。柵川中学1年生。第177支部所属の「風紀委員」。低能力者（レベル1）。
佐天涙子（さてん るいこ）
声 - 伊藤かな恵
科学（裏）編の主人公。柵川中学1年生で、初春の親友。無能力者（レベル0）。
一方通行（アクセラレータ）
声 - 岡本信彦
学園都市第1位の超能力者（レベル5）。
打ち止め（ラストオーダー）
声 - 日高里菜
美琴の体細胞クローン「妹達（シスターズ）」の一人で、司令塔。検体番号20001号。
御坂妹
声 - ささきのぞみ
美琴の体細胞クローン「妹達（シスターズ）」の一人。検体番号10032号。
冥土帰し（ヘヴンキャンセラー）
声 - 仲野裕
第7学区にある病院に勤めるカエル顔の医師。クレジット表記は「カエル医者」。
月詠小萌（つくよみ こもえ）
声 - こやまきみこ
上条や土御門の通う高校の化学教師で、上条たちのクラスの担任。
土御門舞夏（つちみかど まいか）
声 - 福圓美里
メイド育成学校である繚乱家政女学校の生徒。元春の義妹。
固法美偉（このり みい）
声 - 植田佳奈
第177支部所属の「風紀委員」。黒子や初春の先輩にあたる。強能力者（レベル3）。
アレイスター＝クロウリー
声 - 関俊彦
学園都市の最高権力者である統括理事会理事長。大魔術師・クロウリーその人。
鳴護アリサ（めいご ありさ）
声 - 三澤紗千香
学園都市に住む学生。ストリートライブで注目を集めている。本作では劇場版では詳細が明かされなかった美琴との出会いが描かれている。

#### ゲームオリジナル (ensemble)
ウレアパディー＝エキシカ
声 - 榊原良子
インド神話系魔術結社「天上より来たる神々の門」所属の魔術師。ソーズティの姉。
落ち着いた風貌の褐色肌の女性。結社内の非人道的な魔術実験「アストラの再編」の素体に選ばれた過去があり、そのためにアストラになぞらえた強力な魔術を行使することができる。「ブラフマーアストラ」という3つの流れ星を利用して照準を定め、対象との間にある障害物をすべて素通りし標的に必中、周辺に半径50m程のクレーターを発生させる強力な術式を有する。その他にも長い銀髪の中に仕込んだ「魔術を使う」ための腕となる霊装「ピナーカ」により、シヴァ神系の多様なアストラを使用する。
ソーズティらの計画する学園都市陥落計画の同志として学園都市に潜入するも、それを裏切って逆に組織を壊滅させる。その後は金星探査衛星計画と宇宙エレベーターを利用する形で学園都市を陥とす大魔術を組み上げるが、上条との交戦の末に敗れた。
ソーズティ＝エキシカ
声 - 井上麻里奈
インド神話系魔術結社「天上より来たる神々の門」所属の魔術師の少女。
褐色肌にやたらと丈の短いセーラー服を着用した容姿をしている。日本の学生文化については誤解があるようで、奇抜な服装はそれが原因という。普段は冷静な言動が多いものの、やや熱くなりやすい所もある。
凄まじい破壊力を持つ火と雷で神の敵を滅ぼす「アグニアストラ」を人間が扱える程度までダウンサイジングした、電磁波の出力を変更して電子レンジのような効果で火災を発生させる大規模術式ネットワーク「アグニの祭火」の術者の一人。ネットワークの「末端」にシヴァ神ベースの伝達方式を加え、風を利用して照準を定める事で個人レベルで爆発の術式を使用する。さらに応用として、記号的な意味を込めた光で情報を送信する事も出来る。また、ガルダ神系の偵察霊装を使用して「アグニの祭火」の狙いを定める。
姉を含む同志たちの組織内での地位向上と安泰のため、自らの所属する結社が計画する学園都市陥落計画の幹部として学園都市に潜入。イギリス清教の追手から隠れながら計画を進行していたが、上条やステイルらの活躍によって捕えられる。しかし一方で学園都市に潜入していた同志たちが壊滅するという事態に遭遇し、上条らと連携してその黒幕である実姉・ウレアパディーの企みを阻止せんと行動を共にする。
柊元響季（くきもと ひびき）
声 - 野水伊織
無能力者（レベル0）の少女。
ややダウナー気味な態度を取っているが、高慢な性格が見え隠れする。ヘッドホンを常に身に着けており、拘りがあるらしい。書庫（バンク）では小学4年生の時に能力開発実験の失敗によって死亡していると記載されている。
桜坂風雅と共謀して学園都市に混乱を誘い、またその能力を駆使して連続爆破事件を起こしていた。その真意は、自らと同じく実験によって霧散した友人・加納詩苑の粒子を収集することにあった。そして高性能演算装置を入手してその復元を計ろうとするも、美琴や妹達によって阻止される。
念動力系の能力であり、純粋に物を動かす他に、物質の分子やそれを繋ぐ電子に干渉する事が出来る「微細構築（ミクロステラクチャー）」という能力を所有している。学園都市のデータバンクでは無能力者（レベル0）として扱われているが、実質大能力者（レベル4）相当の力を振るう事が出来る。外部演算補助装置（実はミサカネットワーク）に接続したと思い込んだ時は、一時的にプラシーボ効果により美琴を圧倒する程の力を振るった。
桜坂風雅（さくらざか ふうが）
声 - 小岩井ことり
柵川中学に通う女子生徒。低能力者（レベル1）。
お嬢様然とした喋り方や仕草が特徴的で、ロンドネットを通じて佐天と友人になる。あまり社交的な性格でなかったこともあり、佐天に対してはやや過剰な好意を見せている。幼い頃より父からその能力を重宝がられ、それ以外の価値はないと断じられていたため、父に対しては非常に従属的。また「労力という対価を払えば過ちが帳消しになる」という歪んだ価値観を持っている。
父に命じられるがままに学園都市のコンピューターを掌握し、あるいはまた柊元響季と共謀してオーストラリアの研究機関からマスドライバーを射出させるなどして学園都市を混乱に陥れ、内部からの崩壊を目論む。しかし黒子・初春ら風紀委員や佐天の奔走によって、阻止される。
能力はレベル1の「認証穿刺（マリシャスフェイク）」。思考する事によって情報をコンピューターに入力できる。高度なハッキング技術を所有しており、能力と組み合わせる事によって多大な効果をもたらす。
桜坂征人（さくらざか まさと）
声 - てらそままさき
桜坂風雅の父親。製薬会社に勤める会社員。
厳格な性格だが、娘に対する態度はそれを超えた情けのなさで、娘を自らの計画に有用な能力者としてしか見ていない面がある。自らの利益のために、娘の能力を利用して学園都市を崩壊させることを目論む。
パンタグルエル
声 - 諏訪部順一
ウレアパディー、柊元響季、桜坂征人らの起こした事件の全ての黒幕である魔術師。
狡猾ながら非常に慎重な性格で、計画実行の際にも最後までその姿を匂わせずに遂行させていった。学園都市で人気のSNSサイト・ロンドネットに魔術的な契約を割り込ませ、最終的に学園都市全ての人間をその影響下に置く。その効果によって学園都市内の人間全てをパラメータ化し、それを自在に操ることが可能になった。特に神裂の聖人というパラメータを奪取し、自らに付与することで格段の戦闘力を誇った。その目的は、自らの狂信する魔術師・クロウリーの復活である。
加納詩苑（かのう しおん）
柊元響季の友人であった学園都市の学生。
響季と同じ実験の参加者であり、結果として失敗によって肉体が霧散してしまい、響季を凶行に駆り立てることとなる。粒子自体はまだ学園都市内に残っており、響季はそれを回収していた。
キップシラ＝エンディーニヤ
インド神話系魔術結社「天上より来たる神々の門」所属の魔術師。男性。
学園都市陥落計画の幹部の一人として、50人余りの同志とともに学園都市に潜入する。大規模殲滅魔術「アグニの祭火」の発動を目論むも、上条らの奔走やウレアパディーの造反により計画は破綻。ウレアパディーから一度は逃走するも、間もなく捕捉されて倒された。
スレーソーマ＝アンルッダ / パンチャヴァニ＝ウッダサーラ / サムタラク＝シャンデーバ / ケリールティ＝タナブルック / オーロダーサ＝ギンズハナ
インド神話系魔術結社「天上より来たる神々の門」所属の魔術師。
キップシラと同じく学園都市陥落計画の幹部。いずれもウレアパディーの造反に混乱する中、ウレアパディーによって倒された。

### 用語 (ensemble)
天上より来たる神々の門
インド神話系魔術結社。50人ほどの組織だが、肉体を限界まで鍛えることを特徴としている。
エンデュミオン
密かに建造されている宇宙エレベーター。
SNSロンドネット
学園都市で流行っているSNS（ソーシャル・ネットワーキング・サービス）。
カップル一番星
学園人気アイドル一一一（ひとついはじめ）がパーソナリティーを務める番組。番組が始まる前には、「キラリ☆」とコメントするのが一一一ファンにはお約束となっている。
シルバースターの奇跡
9月12日夜に開催されるSNSロンドネット内のイベント。

## とある科学の超電磁砲Sパズル
『とある科学の超電磁砲Sパズル』（とあるかがくのレールガンSパズル）は、2013年7月25日に配信開始したiOS端末向けパズルゲーム。

## とある魔術と科学の謎解目録
『とある魔術と科学の謎解目録』（とあるまじゅつとかがくのパズデックス）は、2014年3月16日に配信開始したパズルアクションゲーム。
2016年6月30日にサービス終了。

## とある魔術の電脳戦機
『電脳戦機バーチャロン×とある魔術の禁書目録 とある魔術の電脳戦機』（でんのうせんきバーチャロンかけるとあるまじゅつのインデックス とあるまじゅつのバーチャロン）は、2018年2月15日にPlayStation 4及びPlayStation Vita向けに発売された対戦型アクションゲーム。電脳戦機バーチャロンとのコラボ作品。オンラインに対応した3D対戦アクションゲームである他、ストーリーモードでは2016年5月に刊行された小説『とある魔術の電脳戦機』の後日談を描く。

## とある魔術の禁書目録 幻想収束
『とある魔術の禁書目録 幻想収束』（とあるまじゅつのインデックス イマジナリーフェスト）は、2019年7月4日に配信開始したiOS、Androidスマートフォン向けRPG。
ジャンルは「学園異能バトルRPG」。
第1期主題歌は黒崎真音の「JUNCTION」。
第2期主題歌はfripSideの「world collide」。
「これが『とある』の集大成」をキャッチコピーとし、アニメや劇場版の主要キャラクターのほか、原作小説や外伝コミカライズなどの最新キャラも登場する。基本は本編のストーリーに沿って話が進んでいき、様々なキャラクターでチームを編成し、エネミーを倒していく構成となっている。
2024年12月2日13時をもってサービスを終了。
なお、サービス終了同日よりプレイ履歴など一部機能を残したオフライン版「メモリアルVer」が配信されている。メモリアルVerで実装されるのは一部バトル演出の閲覧機能やミニゲーム「バク走!腹ペコインデックス」など。ボーカル付き楽曲・キャラクターボイス・コラボレーション関連のデータは一律削除され、一部のアイテムも削除および使用不可となる。

## とある科学の超電磁砲 通心物語
『とある科学の超電磁砲 通心物語』（とあるかがくのレールガン スペクトルストーリー）は、iOS、Androidスマートフォン向けアプリケーション。2020年3月27日配信開始、2021年10月29日配信終了。

## とある科学の超電磁砲T 謎解能力測定
『とある科学の超電磁砲T 謎解能力測定』（とあるかがくのレールガンT リドルプログラム）は、周遊型の体感型ゲーム。2020年11月6日から2021年1月11日にかけて開催。